# Єкатериновка (Ленінградська область)
Єкатериновка (рос. Екатериновка) — присілок у Всеволожському районі Ленінградської області Російської Федерації.
Населення становить 140 осіб. Належить до муніципального утворення Куйвозовське сільське поселення.

## Історія
Від 1 серпня 1927 року належить до Ленінградської області.

## Населення
| 1838 | 1862 | 1896 | 1905 | 1926 | 1939 | 1997 |
| ---- | ---- | ---- | ---- | ---- | ---- | ---- |
| 41   | ↗69  | ↗94  | ↘82  | ↗118 | ↘78  | ↗132 |
| 2002 | 2007 | 2010 | 2017 |      |      |      |
| ↘130 | ↗133 | ↗140 | →140 |      |      |      |